# Gábor Pölöskei (Fußballspieler, 1920)
Gábor Jenő Pölöskei (* 3. Juli 1920 in Győr; † 27. Oktober 1993 in Budapest) war ein ungarischer Fußballspieler und -trainer.

## Spielerkarriere
Pölöskei begann seine Karriere als Außenstürmer in der Jugendabteilung seines Heimatvereins Győri ETO FC. Mit 18 Jahren debütierte er in der 1. Mannschaft und blieb dem Verein in den Kriegsjahren treu. 1946 wechselte er zum damaligen Zweitligisten Diósgyőri VTK und verhalf der Mannschaft zur Meisterschaft und dem damit verbundenen Aufstieg in die höchste Liga Ungarns. In Diósgyőr spielte Pölöskei nun nicht mehr im Angriff, sondern wurde vermehrt als Außenläufer eingesetzt. Seine starken Leistungen weckten das Interesse von Honvéd Budapest und dem damaligen Cheftrainer Ferenc Puskás senior. 1950 folgte der Wechsel zum amtierenden ungarischen Meister. Dort war Pölöskei Teil einer Mannschaft, die von Stars wie Ferenc Puskás, József Bozsik oder Gyula Lóránt gespickt war und zahlreiche Erfolge feiern konnte. Nachdem er sich von einer schweren Knieverletzung nicht mehr erholte, beendete er 1956 seine Karriere. Insgesamt lief er 3-mal für die Ungarn auf, ohne dabei ein Tor erzielen zu können. Als Außenläufer konnte er in der Aranycsapat József Zakariás und seinen Vereinskollegen József Bozsik nicht verdrängen.

## Trainerkarriere
Pölöskei kehrte erst 1966 wieder in den Fußball zurück, als er das Traineramt bei Bodajk FC Siófok übernahm. Nach vier Jahren wurde er entlassen und kehrte zu Honvéd zurück. Dort war er als Trainer der U19 verantwortlich und hielt dem Klub über sieben Jahre die Treue, ehe sein ehemaliger Verein Diósgyőri VTK ihm den Cheftrainerposten anbot. Mit seiner Mannschaft gelang es ihm, den ungarischen Pokal 1980 zu gewinnen. Bis zum Ligapokalsieg 2014 war dies der letzte Titel, den Diósgyőr gewinnen konnte. Nach diesem Erfolg beendete Pölöskei seine Trainerkarriere.

## Privatleben
Pölöskei war verheiratet und hatte 3 Kinder, die ebenfalls Profifußballer wurden. Sein Sohn Gábor Pölöskei spielte unter anderem für Ferencváros Budapest. Er lebte mit seiner Familie im Budapester Stadtbezirk Pestszentlőrinc-Pestszentimre. 1993 starb Pölöskei plötzlich im Alter von 73 Jahren nach einem Herzinfarkt. Sein Neffe Zsolt Pölöskei ist ebenfalls Fußballprofi und spielt momentan bei Honvéd Budapest.